# Droga wojewódzka 457
Die Droga wojewódzka 457 (DW 457) ist eine 31 Kilometer lange Droga wojewódzka (Woiwodschaftsstraße) in der polnischen Woiwodschaft Opole, die Pisarzowice mit Groß Döbern verbindet. Die Straße liegt im Powiat Brzeski (Brzeg) und im Powiat Opolski.

## Straßenverlauf
Woiwodschaft Opole, Powiat Brzeski (Brzeg)
- 00 km  Pisarzowice (Schreibendorf) (DK 39)
- 03 km  Kościerzyce (Gross Neudorf) (DW 460)

Woiwodschaft Opole, Powiat Opolski
- 11,4 km  Stobrawa (Stoberau) (DW 462)
- 20 km  Popielów (Poppelau) (DW 458)
- 26,8 km  Chróścice (Chrosczütz) (DW 464)
- 31 km  Dobrzeń Wielki (Groß Döbern) (DW 454)